# لئو پن
لئو پن (انگلیسی: Leo Penn؛ ۲۷ اوت ۱۹۲۱ – ۵ سپتامبر ۱۹۹۸) هنرپیشه، کارگردان، فیلم‌نامه‌نویس و تهیه‌کننده اهل ایالات متحده آمریکا بود. از فیلم‌هایی که وی در آن‌ها نقش داشته است، می‌توان به گمشده در فضا اشاره نمود. وی پدر شان پن بازیگر، کارگردان و تهیه‌کننده سینما است.